# Estrecho de Tsushima
El estrecho del Este, o estrecho de Tsushima (対馬海峡 Tsushima Kaikyō?), también conocido como estrecho de Tsu Shima o estrecho de Tsu-Shima, es el canal oriental del estrecho de Corea, que se encuentra entre el extremo meridional de la península de Corea y las islas japonesas de Honshū y Kyūshū, conectando el mar del Japón con el mar de China Oriental.

## Geografía
Los límites del estrecho son la isla de Tsushima, al noroeste y oeste, y las islas de Honshū y Kyūshū, al este y nordeste. Al sur de la isla de Tsushima, dentro del estrecho, se encuentra la isla de Iki; al sur de ese punto el estrecho de Tsushima se comunica con el mar Interior de Seto a través del estrecho de Kanmon (entre las islas de Honshū y Kyūshū), lo que le convierte en uno de los rutas marítimas más concurridas del mundo. 
El estrecho mide aproximadamente 65 kilómetros de ancho en su parte más estrecha. Su profundidad es de unos 90 metros.
La corriente de Tsushima, una rama cálida de la corriente de Kuroshio, pasa a través del estrecho. Originada a lo largo de las islas japonesas, esta corriente pasa a través del mar del Japón y, una rama, fluye hacia el norte del océano Pacífico a través del estrecho de Tsugaru, al sur de Hokkaidō; otra rama sigue más al norte a lo largo de las costas de la isla de Sajalín. La corriente de Tsushima aporta ricos recursos pesqueros desde el mar de la China Oriental al mar del Japón, pero también las medusas gigantes de Nomura o los desechos de los países que recorre.
Un servicio comercial de ferry service opera entre Shimonoseki (en la punta oeste de Honshū) y Busán (Corea del Sur). Otro opera entre Shimonoseki y la isla de Tsushima. Las ciudades de Kitakyushu (Kyūshū) y Shimonoseki (Honshū) están unidas por un puente a través del estrecho de Kanmon comunicando estas ciudades con Nagasaki, ciudad que sirve como capital de prefectura de las islas de Tsushima e Iki.

## Historia
Históricamente estos estrechos (el conjunto del estrecho de Corea) han servido como vía de intercambio cultural entre Corea y Japón. También como ruta de migración o de invasión, en ambas direcciones. 
La invasión mongola de Japón cruzó este mar y saqueó las islas de Tsushima antes que el kamikaze (神風) – traducido como "viento divino" – un tifón salvase según se dice al Japón de la flota de invasión mongola enviada por Kublai Khan en 1281.
Pero la razón de que el estrecho sea famoso es que una de las más decisivas batallas navales, la batalla de Tsushima, entre el 27 y el 28 de mayo de 1905 tuviera lugar ahí entre las islas de Tsushima e Iki enfrentando a las flotas japonesa y rusa; la flota rusa fue virtualmente destruida por la japonesa.